# Casa Tàbio
La Casa Tàbio o Casa de la Seda es un edificio que se encuentra dentro del casco histórico de Catadau, en el número 8 de la calle del Horno, esquina con la calle de la Garrofera. Se ha utilizado tanto como vivienda, como lugar de trabajo por lo que es un lugar que refleja la actividad económica y doméstica que existía en la población de Catadau hacia de principios del siglo XIX.
El edificio Casa Tàbio según se indica en el artículo 129 h) de las Normas Subsidiarias de Planeamiento de Catadau aprobadas el 28 de marzo de 1989, es parte del Patrimonio Histórico-Artístico de la Población, la protección incluye la fachada y la estructura general del inmueble.

## Calificación del bien
El edificio está en trámites de ser declarado Bien de Relevancia Local y se encuentra en el área de afección de los restos del castillo de Catadau, declarado Bien de Interés Cultural con el código de registro 46.20.093-001 dentro del inventario General del Patrimonio Valenciano.

## Descripción histórica
La edificación es del tipo casa de pueblo de impronta señorial. Esta tipología ha ido evolucionando a lo largo de los siglos y en ella se han adaptado los distintos preceptos arquitectónicos medievales, clásicos o eclécticos con el objeto de construir un edificio para una única familia. En origen, las edificaciones señoriales medievales se caracterizaban por poseer grandes portalones de acceso, con recercado de piedra y escudo familiar, una planta noble claramente diferenciada de las restantes y la ausencia de elementos horizontales de composición, así como un tratamiento liso de la superficie. Este esquema compositivo se mantendrá en los sucesivos siglos, pero enfatizándose con la introducción de ornamentación, con el uso del color y con la aplicación de criterios de simetría, especialmente con el posterior estilo modernista. 

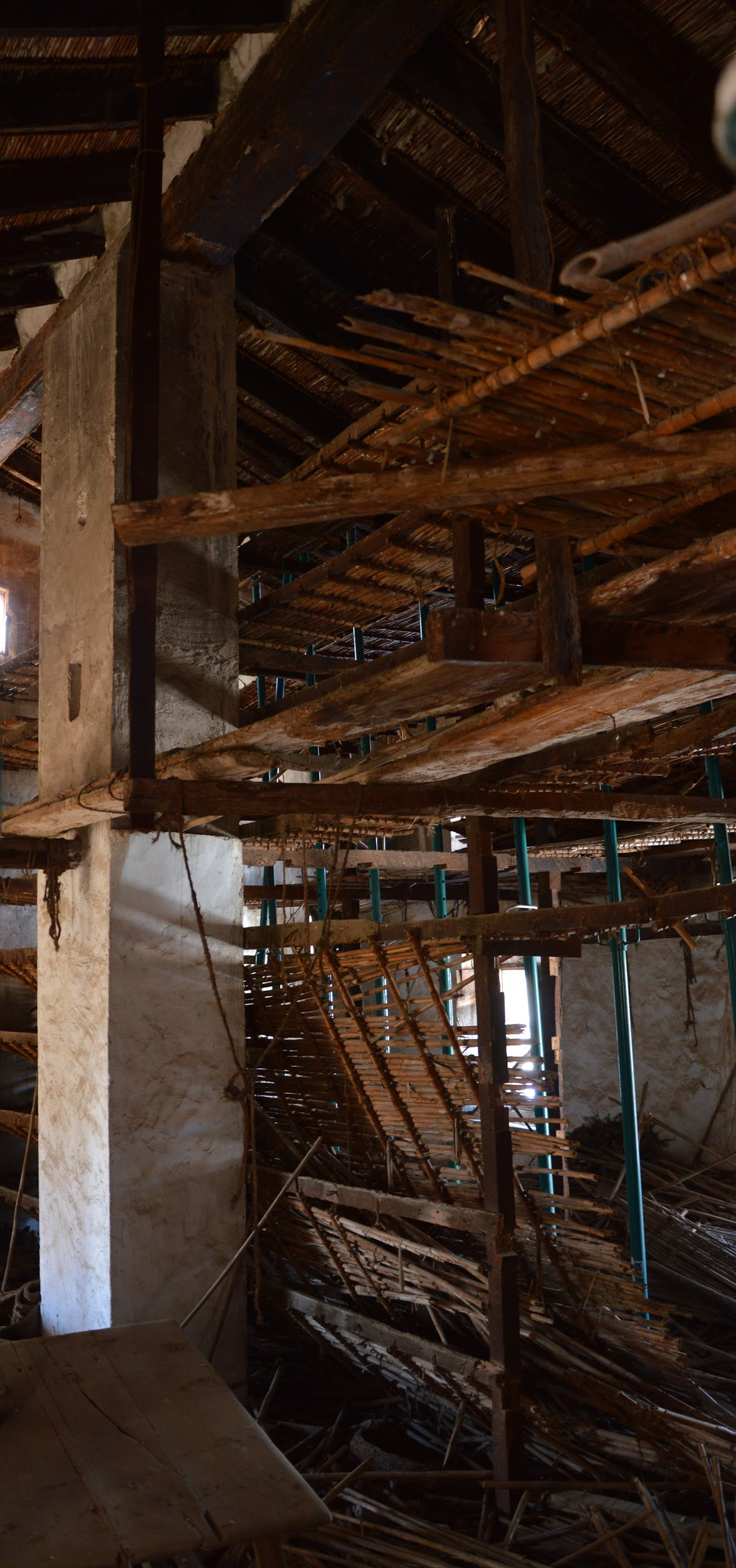
Cámara sedera con niveles de cañizos

## Tipología artística
La tipología artística y encuadre arquitectónico de la casa Tàbio es perteneciente a la pre industrialización de alrededores del 1800 con influencias de estilo de la zona, funcionalidad y clase social de sus moradores. No se aprecian añadidos de la arquitectura de la revolución industrial, el hierro de balcones y ventanas ya se venía utilizando en arquitectura rural desde siglos anteriores. Este tipo de viviendas representan la manera de vivir de una época y las costumbres locales de un pueblo, en cuanto, que en ella se recogen utensilios, estancias, formas constructivas elaboradas artesanalmente en la misma obra, o en pequeños talleres cercanos con materiales propios del lugar.
La vivienda tiene relevancia porque destacan las tipologías constructivas siguientes:
En la fachada: Gruesos muros de carga de mampostería. Portalada de madera de pino en tablones lisos sin grabados con apertura para entrada de carros y puerta independiente para entrada de personas. Balconada corrida con estructura de hierro y balaustrada de perfiles de hierro paralelos anclados a la fachada por los laterales y la parte central, el suelo está enlosado con baldosas de cerámica decorada colocadas de manera que el dibujo se encuentra a la vista desde la parte baja del balcón o entrada a la vivienda. Predominio del muro macizo, escasos huecos que van decreciendo en tamaño según se ascienda de nivel en la fachada. Fachada lateral sin ningún hueco. Enrejado de ventanales a ambos lados del portón de la entrada con gruesos alfeizares. 
En el interior: Vigas y viguetas de madera con entrevigado a base de revoltón de yeso. Alacenas embebidas en el muro para colocación de menajes del hogar. Puertas de paso de habitaciones con madera de mobila con relieves y resaltes formando dibujos y ornamentos. Suelo enlosado con cerámica de mosaico policromada formando dibujos geométricos, muy típico de la zona, al igual que el detalle de las tabicas de la escalera también chapadas con cerámica decorada. Suelo de guijarros para entrada de carros.  Cubierta de madera y cañizo para la cría del gusano de la seda.